# بث اندرس
بث اندرس (انگلیسی: Beth Anders؛ زادهٔ november ۱۳, ۱۹۵۱ (۷۳ سال)) ورزشکار هاکی روی چمن اهل ایالات متحده آمریکا است.
وی در مسابقات کشوری و بین‌المللی در مجموع برندهٔ ۱ مدال برنز شده‌است.